# Allison Jolly
Allison Jolly, född den 4 augusti 1956 i Saint Petersburg, är en amerikansk seglare.
Hon tog OS-guld i 470 i samband med de olympiska seglingstävlingarna 1988 i Seoul.